# Liste de sigles et acronymes concernant La Réunion
Les sigles et acronymes de La Réunion réunissent les abréviations couramment rencontrées dans les publications concernant La Réunion. L'île est une RUP et un DOM.
- Haut – A
- B
- C
- D
- E
- F
- G
- H
- I
- J
- K
- L
- M
- N
- O
- P
- Q
- R
- S
- T
- U
- V
- W
- X
- Y
- Z

## Ordre alphabétique

### A
- AD : Agence de développement.
- ADIR : Association pour le développement industriel de La Réunion.
- ADR : Archives départementales de La Réunion.
- AHIOI : Association historique internationale de l'océan Indien.
- ANT : Agence nationale pour l'insertion et la promotion des travailleurs d'outre-mer.
- APLAMEDOM : Association pour les plantes aromatiques et médicinales de La Réunion.
- ARDA : Association réunionnaise pour le développement aquaculture — Association de L'Étang-Salé.
- ARER : Agence régionale de l'énergie de La Réunion  — Association de Saint-Pierre.
- ARIST Centre de ressources sur les réglementations et les normes françaises ou étrangères (voir CRITT)
- ARTIC : Association réunionnaise des professionnels des technologies de l'information et de communication.
- ARVAM : Agence pour la recherche et la valorisation marines.
- APPR : Association Produits Pays Réunion.

- Haut – A
- B
- C
- D
- E
- F
- G
- H
- I
- J
- K
- L
- M
- N
- O
- P
- Q
- R
- S
- T
- U
- V
- W
- X
- Y
- Z

### B
- BFCOI : Banque Française Commerciale Océan Indien.
- BR : Banque de la Réunion.
- BRGM : Bureau de recherches géologiques et minières.
- BUMIDOM : Bureau pour le développement des migrations dans les départements d'outre-mer.

- Haut – A
- B
- C
- D
- E
- F
- G
- H
- I
- J
- K
- L
- M
- N
- O
- P
- Q
- R
- S
- T
- U
- V
- W
- X
- Y
- Z

### C
- CAH : Commissariat à l'aménagement des Hauts.
- CAHEB : Coopérative agricole des huiles essentielles de Bourbon — Coopérative agricole.
- CBNM : Conservatoire botanique national de Mascarin.
- CBo : CBo Territoria — Promoteur immobilier.
- CCIR : Chambre de commerce et d'industrie de La Réunion.
- CCSUD : Communauté de Communes du Sud — Communauté de communes créée en 1997.
- CEDOI : Conférence épiscopale de l'océan Indien.
- CENTHOR : Centre technique du tourisme, de l'hôtellerie et de la restauration — Centre de formation basé à Saint-Paul.
- CERF — Organisme chargé de la recherche variétale sur la canne à sucre.
- CGB : Cercle généalogique de Bourbon — Association généalogique.
- CGPER : Confédération générale des planteurs et éleveurs de La Réunion — Syndicat agricole.
- CGTR : Confédération générale des travailleurs réunionnais — Syndicat.
- CILAM : Compagnie laitière des Mascareignes – Entreprise laitière.
- CINOR : Communauté intercommunale du nord de La Réunion — Communauté d'agglomération créée en 2001.
- CIOI : Carrefour de l'image de l'océan Indien — Rendez-vous professionnel.
- CIREST : Communauté Intercommunale Réunion Est — Communauté d'agglomération créée en 2002.
- CIRFIM - CCI Réunion Centre Interconsulaire Régional  de Formation à l'Industrie et  aux Métiers, Port (Le)
- CYROI : Cyclotron de La Réunion dans l'Océan Indien, groupement d'intérêt public (GIP) Cyclotron et plate-forme de recherche Océan indien (Sainte-Clotilde) (premiers essais en 2007)
- CIVIS : Communauté intercommunale des villes solidaires — Communauté d'agglomération créée en 2002.
- COSPAR : Collectif des organisations syndicales et politiques de La Réunion.
- CRADS : Comité républicain d'action démocratique et sociale — Ancien parti politique.
- CRITT-Réunion : Centre Régional d'Innovation et de Transfert de Technologie.
- CRPMEM : Comité régional des pêches maritimes et des élevages marins.
- CRVOI : Centre de recherche et de veille sur les maladies émergentes dans l'océan Indien.
- CTR : Comité du tourisme de La Réunion.

- Haut – A
- B
- C
- D
- E
- F
- G
- H
- I
- J
- K
- L
- M
- N
- O
- P
- Q
- R
- S
- T
- U
- V
- W
- X
- Y
- Z

### D
- DBDO : Des Bulles dans l'Océan — Maison d'édition de bandes dessinées.
- DOM : Département d'outre-mer.

- Haut – A
- B
- C
- D
- E
- F
- G
- H
- I
- J
- K
- L
- M
- N
- O
- P
- Q
- R
- S
- T
- U
- V
- W
- X
- Y
- Z

### E
- ECD - CCI Réunion, École du Commerce et de la  Distribution, Saint Pierre
- EGCR : École de gestion et de commerce de La Réunion — École de commerce à Sainte-Clotilde.
- EPSMR : Établissement public de santé mentale de La Réunion — Centre hospitalier spécialisé.

- Haut – A
- B
- C
- D
- E
- F
- G
- H
- I
- J
- K
- L
- M
- N
- O
- P
- Q
- R
- S
- T
- U
- V
- W
- X
- Y
- Z

### F
- FAZSOI : Forces armées de la zone sud de l'océan Indien.
- FEDER : Fonds européen de développement régional.
- FEOGA : Fonds européen d'orientation et de garantie agricole.
- FROTSI : Fédération réunionnaise des offices de tourisme et des syndicats d’initiative
- FRT : Fédération réunionnaise du travail.
- FRCA Réunion : Fédération régionale des coopératives agricoles de La Réunion

- Haut – A
- B
- C
- D
- E
- F
- G
- H
- I
- J
- K
- L
- M
- N
- O
- P
- Q
- R
- S
- T
- U
- V
- W
- X
- Y
- Z

### G
- GDIR : Groupe de dialogue inter-religieux de La Réunion.
- GHER : Groupe hospitalier Est Réunion.
- GHSR : Groupe hospitalier Sud Réunion.
- Globice : Groupe local d'observation des cétacés.
- GPMDLR : Grand port maritime de La Réunion.
- GQF : Groupe Quartier Français — Entreprise agroalimentaire.
- GPSL : groupement des pêcheurs de Saint-Leu.

- Haut – A
- B
- C
- D
- E
- F
- G
- H
- I
- J
- K
- L
- M
- N
- O
- P
- Q
- R
- S
- T
- U
- V
- W
- X
- Y
- Z

### I
- IAD : Institut austral de démographie.
- ICC : Investissement et Commerce Cinéma — Entreprise d'exploitation cinématographique.
- IHOI : Iconothèque historique de l'océan Indien — Site web patrimonial.
- ILOI : Institut de l'image de l'océan Indien — Établissement d'enseignement supérieur basé au Port.
- INTERREG : Programme « ouverture en matière d’éducation, de formation et d’insertion ».
- IREMIA centre de recherches en mathématiques et informatique de La Réunion.
- IRT : Île de la Réunion Tourisme

- Haut – A
- B
- C
- D
- E
- F
- G
- H
- I
- J
- K
- L
- M
- N
- O
- P
- Q
- R
- S
- T
- U
- V
- W
- X
- Y
- Z

### J
- JIR : Journal de l'île de La Réunion — Quotidien régional.
- JSSP : Jeunesse sportive saint-pierroise — Club de football.

- Haut – A
- B
- C
- D
- E
- F
- G
- H
- I
- J
- K
- L
- M
- N
- O
- P
- Q
- R
- S
- T
- U
- V
- W
- X
- Y
- Z

### L
- LEEP Laboratoire d'énergétique, électronique et procédés de l'université de La Réunion.

- Haut – A
- B
- C
- D
- E
- F
- G
- H
- I
- J
- K
- L
- M
- N
- O
- P
- Q
- R
- S
- T
- U
- V
- W
- X
- Y
- Z

### M
- MADOI : Musée des arts décoratifs de l'océan Indien - Saint-Louis
- MAPREJ : mission d’appui à la pérennisation et au reclassement des emplois jeunes.
- MARON : Mouvement pour une alternative réunionnaise à l'ordre néolibéral — Parti politique d'extrême gauche.
- MRST : Maison régionale des sciences et de la technologie.

- Haut – A
- B
- C
- D
- E
- F
- G
- H
- I
- J
- K
- L
- M
- N
- O
- P
- Q
- R
- S
- T
- U
- V
- W
- X
- Y
- Z

### O
- OCTROI : Organisme certificateur tropique Réunion Océan Indien.
- ODC : Office départemental de la culture.
- ODD : Observatoire départemental de la délinquance.
- ODR : Observatoire du développement de La Réunion.
- OE : Océan Éditions – Maison d'édition.
- OMAR : Observatoire Marin de la Réunion
- OPAR : Observatoire de physique de l'atmosphère de La Réunion.
- ORLAT : Organisme chargé de la lutte anti-termites.
- OVPF : Observatoire volcanologique du Piton de la Fournaise.

- Haut – A
- B
- C
- D
- E
- F
- G
- H
- I
- J
- K
- L
- M
- N
- O
- P
- Q
- R
- S
- T
- U
- V
- W
- X
- Y
- Z

### P
- PAFI : Le dispositif de professionnalisation des acteurs de la formation et de l’insertion
- PCR : Parti communiste réunionnais — Parti politique dont Paul Vergès est la figure historique.
- PPR : Parti populaire réunionnais — Parti politique fondé en novembre 2006 par André Thien Ah Koon.
- PRFP : programme régional de formation professionnelle
- PTE : Projets territoriaux de l’État

- Haut – A
- B
- C
- D
- E
- F
- G
- H
- I
- J
- K
- L
- M
- N
- O
- P
- Q
- R
- S
- T
- U
- V
- W
- X
- Y
- Z

### R
- REU : La Réunion.
- ROM : Région d'outre-mer.
- RUN : Aéroport de La Réunion Roland-Garros — Aéroport international situé dans le nord de l'île.
- RUP : Région ultrapériphérique.

- Haut – A
- B
- C
- D
- E
- F
- G
- H
- I
- J
- K
- L
- M
- N
- O
- P
- Q
- R
- S
- T
- U
- V
- W
- X
- Y
- Z

### S
- SAR : Schéma d'aménagement régional de La Réunion — Schéma d'aménagement de l'île.
- SCAAR: Société Coopérative Agricole Aviculteurs Réunion (Saint-Louis)
- SEDRE — Société d'économie mixte.
- SEMPRO : Société d'économie mixte de Promotion — Société d'économie mixte active dans le secteur de l'immobilier.
- SEOR : Société d'études ornithologiques de La Réunion – Société ornithologique.
- SGPEN-CGTR — Syndicat général des personnels IATOSS de l’Éducation nationale à La Réunion.
- SHLMR : Société d'habitation à loyer modéré de La Réunion — Bailleur social.
- SIDR : Société immobilière du département de La Réunion — Bailleur social.
- SREPEN : Société réunionnaise pour l'étude et la protection de la nature — Association de protection de l'environnement.
- SRR : Société réunionnaise du radiotéléphone — Opérateur de téléphonie mobile.
- SUFP : Service universitaire de formation permanente — Service de l'université de La Réunion.

- Haut – A
- B
- C
- D
- E
- F
- G
- H
- I
- J
- K
- L
- M
- N
- O
- P
- Q
- R
- S
- T
- U
- V
- W
- X
- Y
- Z

### T
- TAK : André Thien Ah Koon — Homme politique qui fut maire du Tampon et député.
- TCO : Territoire de la Côte Ouest — Communauté d'agglomération de l'ouest de l'île.
- TEE : Trans Éco Express — Réseau de transport en commun.
- TER : Tableau économique régional de La Réunion — Publication statistique annuelle.

- Haut – A
- B
- C
- D
- E
- F
- G
- H
- I
- J
- K
- L
- M
- N
- O
- P
- Q
- R
- S
- T
- U
- V
- W
- X
- Y
- Z

### U
- UCL : Union centriste et libérale — Parti politique d'Ibrahim Dindar.
- UCOR : Union des consommateurs réunionnais.
- UDIR : Union pour la défense de l'identité réunionnaise - maison d'édition associative.
- UFR : Union des femmes de La Réunion.
- UGTRF : Union générale des travailleurs réunionnais en France.
- UOI : Université de l'océan Indien — Programme de mise en réseau international.
- UR : Université de La Réunion — Université locale.
- URCOOPA : Union régionale des coopératives agricoles.
- USB : Union des sports bénédictins — Club de football.
- USST : Union sportive Stade Tamponnaise — Club de football.
- UU : Air Austral — Compagnie aérienne locale.

- Haut – A
- B
- C
- D
- E
- F
- G
- H
- I
- J
- K
- L
- M
- N
- O
- P
- Q
- R
- S
- T
- U
- V
- W
- X
- Y
- Z

### Z
- ZSE : Aéroport de Pierrefonds — Aéroport international situé dans le sud-ouest de l'île.

- Haut – A
- B
- C
- D
- E
- F
- G
- H
- I
- J
- K
- L
- M
- N
- O
- P
- Q
- R
- S
- T
- U
- V
- W
- X
- Y
- Z